# Hanako Jimi
Hanako Jimi (自見英子, Jimi Hanako), née le 15 février 1976, est une femme politique japonaise, représentant le Parti libéral-démocrate japonais à la Chambre des conseillers du Japon.
Elle est nommée en 2019 dans le gouvernement Abe IV au poste de secrétaire parlementaire chargée de la Santé, du Travail et des Affaires sociales, ainsi qu'en 2022 dans le gouvernement Kishida II en tant que secrétaire parlementaire chargée des relations avec le secrétariat du Cabinet.

## Jeunesse et carrière pré-électorale
Jimi naît le 15 février 1976, à Sasebo, dans la préfecture de Nagasaki. Elle passe sa jeunesse dans la ville de Kitakyūshū, dans la préfecture de Fukuoka. Elle obtient un premier diplôme en relations internationales de l'Université de Tsukuba, avant de se reconvertir dans le domaine médical. Elle obtient en 2004 son diplôme de médecine de l'Université Tōkai, et de se spécialiser par la suite en pédiatrie.
Elle exerce à l'hôpital Toranomon (ja), à Tokyo.

## Carrière électorale
Elle se présente en 2016 aux élections à la Chambre des conseillers du Japon de la même année, sur la liste proportionnelle du Parti libéral-démocrate japonais. Ce dernier récoltant assez de voix, Jimi est élue pour la première fois à la Chambre des conseillers. 

En 2019, elle est nommée dans le gouvernement Abe IV en tant que secrétaire parlementaire chargée de la Santé, du Travail et des Affaires sociales. Elle est ainsi en première ligne lors de la pandémie de coronavirus au Japon, notamment lors de l'incident du paquebot Diamond Princess. Jimi est également responsable de la mise en place d'une loi visant à pouvoir refuser l'entrée au Japon d'étrangers ayant des antécédents de non paiement de frais médicaux.

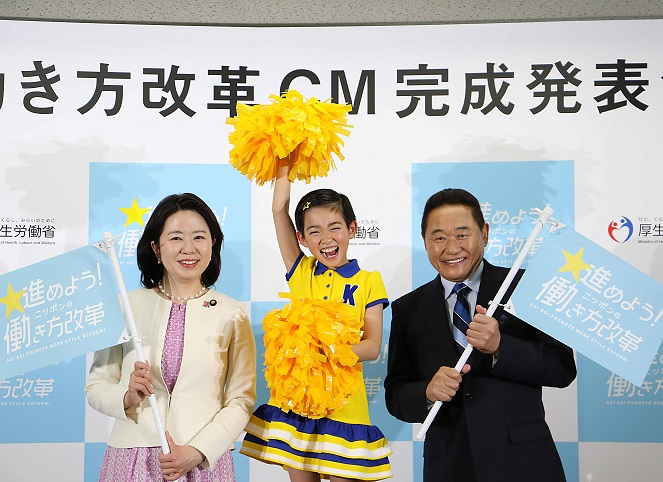
Hanako Jimi, accompagnée de Yasutaro Matsuki, lors du lancement d'une campagne de reforme sur le droit du travail au Japon en 2023.

Elle occupe à partir d'octobre 2021 jusqu'en octobre 2022 le poste de présidente du Bureau des femmes du PLD.
En 2022, elle obtient le poste de secrétaire parlementaire chargée des relations avec le secrétariat du Cabinet dans le gouvernement Kishida II.

## Prises de positions
Jimi est très impliquée dans les problématiques liées à l'accès aux soins infantiles, et crée notamment, avec Taro Yamada (ja), une « Agence pour l'Enfant », un organisme gouvernemental dont le but est de mettre en place des politiques spécialisées sur l'enfance, qu'elles soient d'ordre médicales, éducationnelles, ou liées au bien-être. Cette agence se veut également être un lieu de prévention et de signalement de potentiels abus parentaux sur les enfants.

## Controverses
Jimi crée la controverse en 2020, où sa liaison extraconjugale avec Gaku Hashimoto (en), alors Ministre d'État chargé de la Santé, du Travail et des Affaires sociales, est dévoilée.  La liaison a été découverte après qu'il a été rendu public qu'Hashimoto restait passer la nuit dans les bureaux de Jimi, prétextant des réunions sur l'incident paquebot Diamond Princess, alors que ces derniers passaient en réalité leurs nuits ensembles. Jimi et Hashimoto se marient après la divulgation du scandale et le divorce d'Hashimoto le 29 décembre 2021.
Elle crée également la polémique lors d'une soirée de collecte de fonds publics en 2021 à Tokyo, alors que la ville mettait en place des mesures prioritaires pour empêcher la propagation du Covid-19. Cet évènement, organisé par Jimi et l'Association médicale japonaise, ne respectait pas les mesures mises en place par le gouvernement et la ville de Tokyo.